# Andreas Dumrauf
Andreas Dumrauf (ur. 29 grudnia 1888 w Zapfendorf, zm. 23 stycznia 1955 w Hirschaid) – niemiecki zapaśnik walczący w stylu klasycznym. Olimpijczyk z Sztokholmu 1912, gdzie zajął 29. miejsce w wadze lekkiej.

## Letnie Igrzyska Olimpijskie 1912
| Konkurencja            | Rundy eliminacyjne       | Rundy eliminacyjne       | Klas. końcowa |
| Konkurencja            | Przeciwnik I             | Przeciwnik II            | Miejsce       |
| ---------------------- | ------------------------ | ------------------------ | ------------- |
| 67,5 kg styl klasyczny | Edvin Mathiasson (SWE) P | Herbrand Lofthus (NOR) P | 29.           |